# Vesicularia ferriei
Vesicularia ferriei är en bladmossart som beskrevs av Brotherus 1909. Vesicularia ferriei ingår i släktet Vesicularia och familjen Hypnaceae. Inga underarter finns listade i Catalogue of Life.